# الصمم في تركيا
في تركيا، يتم دعم الأفراد الصم وضعاف السمع قانونيًا من خلال أطر تعترف بلغة الإشارة التركية وتحدد أحكامًا تتعلق بإمكانية الوصول، والتعليم، والتوظيف. تشمل السياسات الوطنية تدريب مترجمي لغة الإشارة، والتعليم المتاح، وحماية الحقوق المدنية للمجتمع. وقد تم تطوير تقنيات مثل تطبيقات لغة الإشارة وأدوات الترجمة المعتمدة على الذكاء الاصطناعي لدعم لغة الإشارة التركية. ومع ذلك، تتوفر معلومات محدودة بشأن تنفيذ التعليم ثنائي اللغة وإشراك الأفراد الصم وضعاف السمع في تطوير السياسات. وعلى الرغم من أن لغة الإشارة التركية مستخدمة على نطاق واسع، فإن لغتي الإشارة في طوروس الوسطى وماردين اللتين تنتميان لمجتمعات تواصل مشترك تُعدان مهددتين بالاندثار بسبب محدودية انتقالها بين الأجيال، ما يؤدي إلى تحول لغوي نحو لغة الإشارة التركية .

## اتفاقية حقوق الأشخاص ذوي الإعاقة
تُعد اتفاقية الأمم المتحدة لحقوق الأشخاص ذوي الإعاقة معاهدة دولية تُقر بحقوق الإنسان للأشخاص الصم وضعاف السمع. وقد صدّقت تركيا على الاتفاقية في عام 2009. وعلى الرغم من أن الاتفاقية تنطبق على جميع فئات الإعاقة، إلا أن الاتحاد العالمي للصم يسلط الضوء على المواد المتعلقة تحديدًا بالأشخاص الصم وضعاف السمع:
- حقوق لغة الإشارة (المواد 2، 21.b، 21.3، 23.3، و24.3b)
- الثقافة الصماء والهوية اللغوية (المادة 30.4)
- التعليم الثنائي اللغة (المواد 24.1، 24.3b، 24.4)
- التعلم مدى الحياة (المواد 5، 24.5، و27)
- إمكانية الوصول (المادتان 9 و21)
- فرص التوظيف المتساوية (المادة 27)
- المشاركة المتساوية (المواد 5، 12، 20، 23، 24، و29)

### التقرير الأولي لتركيا
رغم أن موعد تقديم التقرير الوطني الأول كان في عام 2011، فقد نُشر في عام 2015. وقد جمعت المديرية العامة لخدمات الأشخاص ذوي الإعاقة وكبار السن بيانات من نحو 200 مؤسسة، بما في ذلك تلك التي تمثل الأشخاص ذوي الإعاقة، ومراكز حقوق الإنسان، والمؤسسات المعنية بوضع السياسات المتعلقة بالإعاقة، والجهات التي تقدم خدمات للأشخاص ذوي الإعاقة. وخلال الاجتماعات الخاصة بإعداد التقرير، ورد أن ممثلي منظمات الإعاقة أشاروا إلى أن حقوق الأشخاص ذوي الإعاقة مضمونة قانونيًا، لكن لا تزال هناك حاجة إلى اتخاذ خطوات لتنفيذ هذه الضمانات. ولم يُذكر في التقرير ما إذا تم التشاور المباشر مع أشخاص صم أو ضعاف سمع. وفيما يلي ملخص لأهم النقاط في التقرير المتعلقة بمجتمع الصم وصعاف السمع حسب المواد المحددة من قبل الاتحاد العالمي للصم.
المادة 21: تعترف بتبني لغة الإشارة التركية من خلال قانون الإعاقة التركي، وتشير إلى أن جمعية اللغة التركية كُلّفت بإنشاء "نظام لغة إشارة وطنية"، دون ذكر طرق التنفيذ.
المادة 24: منذ العام الدراسي 2010-2011، أصبحت الكتب الدراسية المتاحة للطلاب ذوي "الإعاقات السمعية" ولمعلميهم تُوفر مجانًا. ومنذ عام 1983، يتم تدريب معلمي التربية الخاصة من خلال برامج جامعية لتعليم الطلاب ذوي "الإعاقات السمعية". وقد تم تأسيس قاموس لغة الإشارة التركية وتمت مراجعته، كما نُظمت دورات تدريبية للمدربين في لغة الإشارة التركية. ويُذكر أنه يجب توفير مترجم لغة إشارة واحد على الأقل من قِبل وزارة الأسرة والسياسات الاجتماعية في كل ولاية، "لضمان استفادة الأشخاص ذوي الإعاقات السمعية من جميع الخدمات العامة على قدم المساواة مع المواطنين الآخرين".

#### الثقافة الصماء والهوية اللغوية
المادة 30: تنص على وجوب إتاحة الحياة الثقافية والترفيهية والرياضة للأشخاص ذوي الإعاقة، دون الإشارة إلى الترويج لثقافة الصم أو الهوية اللغوية بشكل خاص.

#### التعليم الثنائي اللغة
المادة 21: انظر ملخص المادة 21 أعلاه تحت "حقوق لغة الإشارة".

#### التعلم مدى الحياة
المادة 27: يجب توفير التدريب المهني للأشخاص ذوي الإعاقة في بيئات شاملة ، وامتحانات موظفي الخدمة المدنية لتوفير أماكن الإقامة. ومع ذلك ، لا يوجد ذكر لكيفية جعل هذه شاملة ، ولا يوجد ذكر لأماكن الإقامة التي سيتم إجراؤها لمجتمع درهم على وجه التحديد. تسلط هذه المقالة الضوء أيضا على الحقوق التي يتمتع بها مجتمع المعاقين كموظفين ، والتي تحميها قوانين العمل.

#### إمكانية الوصول
المادة 9: تُلخص التشريعات الصادرة لجعل المباني والأماكن العامة ووسائل النقل متاحة للأشخاص ذوي الإعاقة. والذكر الوحيد للجهود المبذولة لصالح مجتمع الصم وضعاف السمع يتمثل في توفير تدريب بلغة الإشارة لوحدة إرشاد الزوار في الجمعية الوطنية الكبرى التركية.
المادة 24: انظر ملخص المادة 24 أعلاه تحت "حقوق لغة الإشارة".

#### فرص التوظيف المتساوية
المادة 27: انظر ملخص المادة 27 تحت قسم "التعلم مدى الحياة" أعلاه.

#### المشاركة المتساوية
المادة 5: تنص على أن "الدولة لا تميز ضد الأشخاص ذوي الإعاقة، وأن مكافحة التمييز تشكل مبدأ أساسيًا للسياسات الموجهة لهم".
المادة 12: في عام 2010، تم تعديل الدستور لتضمين "الأشخاص ذوي الإعاقة" في المادة 10 التي تنص على أن الجميع متساوون أمام القانون.
المادة 20: يجب أن تكون المداخل والممرات في المباني ووسائل النقل العام متاحة سمعيًا وبصريًا، بما في ذلك أنظمة التحذير في حالات الطوارئ. ومنذ عام 2008، يقام "معرض الحياة بلا عوائق" كمنصة للشركات التي تقدم خدمات ومنتجات لذوي الاحتياجات الخاصة.
المادة 23: القيد الوحيد على الزواج المتعلق بـ الصم وضعاف السمع هو إذا لم يكن الشخص قادرًا على التمييز، فلا يُسمح له بالزواج قانونيًا. كما أن تعقيم المعاقين دون موافقة يُعاقب عليه القانون. وتُقدم الحكومة دعمًا اجتماعيًا واقتصاديًا للوالدين من ذوي الإعاقة وكذلك لآباء الأطفال المعاقين، دون تحديد نطاق هذا الدعم.
المادة 29: يكفل الدستور التركي لجميع المواطنين الذين تزيد أعمارهم عن 18 عامًا الحق في التصويت والترشح والمشاركة في الحياة السياسية والعامة. ويُعترف بأن القنوات التلفزيونية الخاصة وهيئة الإذاعة والتلفزيون التركية تُقدم تقارير حول العملية الانتخابية بلغة الإشارة، لكن لا يُذكر شيء عن تنفيذ البث المتاح بشكل اتحادي.

## لغات الإشارة
اعتبارًا من 19 شباط 2025، تشمل لغات الإشارة المدرجة تحت تركيا في قاعدة إثنولوج كل من لغة الإشارة التركية ولغة الإشارة الماردينية. وعلى الرغم من أنها غير مدرجة في قاعدة البيانات، فقد تم التعرف على لغة إشارة طوروس الوسطى كلغة إشارة أصلية في تركيا.

### لغة إشارة طوروس الوسطى:
يستخدم كتسل من قبل مجتمع توقيع مشترك يتكون من ثلاث قرى صغيرة في جبال طوروس جنوب تركيا. وتشير التقديرات إلى أن اللغة نشأت بشكل عفوي على مدى السنوات ال 50 الماضية في حالة الحرمان من اللغة من الأفراد ده في هذه المنطقة. اعتبارا من يناير 2021 ، تضم اللغة حوالي 25 موقعا أصما ، وحوالي 80 متحدثا باللغة التركية بطلاقة ولديهم درجة معينة من الطلاقة في لغة سي تي إس إل.

### لغة الإشارة الماردينية:
تُستخدم من قبل 40 فردًا من عائلة "دلسز" في محافظة ماردين، وهي أيضًا مجتمع تواصل مشترك.

### لغة الإشارة التركية:
هي لغة إشارة مجتمعية تُستخدم من قبل ما يُقدّر بين 166,000 و333,000 مستخدم أصم في جميع أنحاء تركيا. هناك اختلافات لهجوية بين المدارس، لكنها مفهومة بين المستخدمين في عموم البلاد.

### لغة إشارة طوروس الوسطى:
نظرًا لحداثتها، لا تملك تصنيف ايجيديس في قاعدة إثنولوج، لكنها وُصفت بأنها "على حافة التنظيم الرسمي". وقد تم توثيق تفاوت كبير في المفردات المتعلقة بالأشياء والطعام، في حين تُظهر بعض المفردات علامات على التنظيم. يقوم الباحثون بتوثيق استخدام لغة إشارة طوروس الوسطى بهدف حفظها وفهم تطورها، لما يشكله ذلك من أهمية لتفادي اندثارها إذا لم تُنقل للأجيال القادمة.

### لغة الإشارة الماردينية:
تحمل تصنيف ايجيديس من المستوى 8b "شبه منقرضة"، ما يعني أن المستخدمين المتبقين ينتمون إلى جيل الأجداد أو أكبر، وتكاد تنعدم فرص استخدامهم للغة. وقد انتقل معظم أفراد هذا المجتمع إلى خارج ماردين واندمجوا مع المجتمع الصم التركي، ما أدى إلى تحول لغوي نحو لغة الإشارة التركية.

### لغة الإشارة التركية:
تحمل لغة الإشارة التركية تصنيف ايجيدس من المستوى 6a، أي "نشطة"، وفقًا لقاعدة بيانات إثنولوج، مما يشير إلى أن "اللغة تُستخدم في التواصل وجهًا لوجه بين جميع الأجيال، وأن وضعها مستدام".
وكما ذُكر في قسم اتفاقية حقوق الأشخاص ذوي الإعاقة، فقد تم الاعتراف بـلغة الإشارة التركية كلغة رسمية في البلاد. وتُقدَّم خدمات لغة الإشارة في تركيا بشكل أساسي لمستخدمي لغة الإشارة التركية، نظرًا لكونها اللغة الإشارية السائدة في المنطقة.
في عام 2017، أتاحَت وزارة الأسرة والعمل والخدمات الاجتماعية قاموس لغة الإشارة التركية عبر الإنترنت. وقد جُمِع القاموس من 116 مستخدمًا أصليًا لـلغة الإشارة التركية من 26 ولاية تركية. وهناك تفاوت في الكفاءة الأصلية في لغة الإشارة التركية، بسبب تفاوت فرص الوصول إلى لغة الإشارة بين الأفراد الصم وضعاف السمع في مختلف أنحاء البلاد. ومن العوامل التي تؤثر في توثيق لغة الإشارة التركية أن غالبية الباحثين ليسوا من الناطقين الأصليين، ما قد يؤدي إلى أخطاء في تحليل البيانات.
ورغم التحديات التي قد تعيق توثيق اللغة، فقد بُذلت جهود كبيرة لحفظها، على الصعيد المحلي بين مجتمعات الصم والسامعين، وكذلك على المستوى الدولي. وحده قاموس لغة الإشارة التركية تُرجم إلى اللغة الإنكليزية، وتم الدخول إليه 2.7 مليون مرة منذ عام 2017 من 86 دولة مختلفة. ومع الاعتماد المتزايد مؤخرًا على الذكاء الاصطناعي والتقنيات الأخرى من أجل إنعاش اللغة، ازداد توفّر الموارد التي تُسهّل تعلّم اللغة.
ومن المبادرات التقنية في هذا المجال مشروع BosphorusSign22k، الذي يُوفر مجموعات بيانات للتعرف على لغة الإشارة باستخدام الرؤية الحاسوبية في مجالات الصحة والمال والمفردات الشائعة، بهدف استخدامها في أبحاث وابتكارات التعرّف المرئي والفيديو. كما يُعد SignForDeaf نظامًا للترجمة بلغة الإشارة يعتمد على الذكاء الاصطناعي في تركيا، ويوفّر إمكانية وصول رقمية أكبر لمجتمع الصم وضعاف السمع التركي وبيئة رقمية أكثر شمولًا. ويُعد تطبيق Sesim Elim، وهو تطبيق للهاتف الذكي متاح للتنزيل، من الأدوات المطوّرة لتعزيز تعليم لغة الإشارة التركية، ويستهدف في المقام الأول الأشخاص غير الصم، من أجل تشجيع التواصل مع مجتمع مستخدمي لغة الإشارة التركية.
وبالإضافة إلى الجهود المبذولة لتعزيز استخدام لغة الإشارة التركية، فقد أُطلقت مبادرات لزيادة ظهور لغة الإشارة التركية. وتعمل جمعية دِم على نشر لغة الإشارة التركية من خلال تدريبات رقمية، بالإضافة إلى رفع الوعي بقضايا مثل توظيف الأشخاص الصم وضعاف السمع وتوفير الترجمة النصية المغلقة.

## فحص السمع لدى المواليد الجدد
منذ نهاية عام 2003 ، نفذت تركيا برنامجا وطنيا لفحص السمع لحديثي الولادة. اعتبارا من عام 2020 ، تم الإبلاغ عن أن 98 ٪ من الأطفال حديثي الولادة يتم فحصهم من خلال هذا البرنامج ، مع إحالة 5.1 ٪ من هؤلاء الشاشة للمتابعة التشخيصية ؛ لا توجد بيانات حول النسبة المئوية المفقودة للمتابعة. لكل 1000 طفل ، تم تأكيد إصابة 3 أطفال بفقدان سمع دائم في مرحلة الطفولة. لا توجد بيانات عن متوسط العمر الذي يتم فيه تقديم هذا التشخيص للأطفال الذين تم فحصهم كأطفال ، مقابل أولئك الذين لم يتم فحصهم.
اعتبارًا من عام 2020، تشمل أساليب التدخل المبكر في تركيا: السماعات الطبية، وأجهزة التوصيل العظمي، والغرسات القوقعية. ووفق البروتوكول الوطني، يجب بدء التدخل قبل عمر 6 أشهر. يتم تزويد الرضع الذين يُظهرون فقدانًا في السمع بالسماعات منذ أقل من 6 أشهر من العمر أو أكثر. ويُشترط أن يكون فقدان السمع حسي عصبي أحادي أو ثنائي بقيمة 25 ديسيبل HL أو 30 ديسيبل eHL أو أكثر.
تُوفّر الغرسات القوقعية اعتبارًا من عمر 9–10 أشهر، وهو العمر الذي يُعد فيه الرضيع ناضجًا للخضوع لفحوصات التصوير بالرنين المغناطيسي والتصوير المقطعي. لا توجد بيانات حول عدد الأطفال الذين يُزوّدون سنويًا بالسماعات أو الغرسات القوقعية. وغالبية الأطفال الصم في تركيا لا يتعلمون لغة الإشارة التركية إلا بعد سن 6 سنوات عند دخول المدرسة الابتدائية.